# Ramgarh Cantonment
Ramgarh Cantonment est une ville indienne située dans le district de Ramgarh dans l’État du Jharkhand. En 2011, sa population était de 132,425 habitants.

## Source de la traduction
- (en) Cet article est partiellement ou en totalité issu de l’article de Wikipédia en anglais intitulé « Ramgarh Cantonment » (voir la liste des auteurs).